# Krainzia longiflora
Krainzia longiflora là một loài thực vật có hoa trong họ Cactaceae. Loài này được (Britton & Rose) Backeb. mô tả khoa học đầu tiên năm 1938.